# Microstoma
Microstoma is een geslacht van straalvinnige vissen uit de familie van kleinbekken (Microstomatidae).

## Soort
- Microstoma australis Gon & Stewart, 2014
- Microstoma microstoma (Risso, 1810)